# Liste der Baudenkmäler in Südlohn
Die Liste der Baudenkmäler in Südlohn enthält die denkmalgeschützten Bauwerke auf dem Gebiet der Gemeinde Südlohn im Kreis Borken in Nordrhein-Westfalen (Stand: September 2021). Diese Baudenkmäler sind in der Denkmalliste der Gemeinde Südlohn eingetragen; Grundlage für die Aufnahme ist das Denkmalschutzgesetz Nordrhein-Westfalen (DSchG NRW).

## Allgemein
- Bild: Bild des Kulturdenkmals, ggf. zusätzlich mit einem Link zu weiteren Fotos des Kulturdenkmals im Medienarchiv Wikimedia Commons
- Bezeichnung: Name des Kulturdenkmals
- Lage: Straßenname und Hausnummer oder Flurstücknummer des Kulturdenkmal, gegebenenfalls auch den Ortsteil. Die Grundsortierung der Liste erfolgt nach dieser Adresse. Der Link (Karte) führt zu verschiedenen Kartendiensten mit der Position des Kulturdenkmals. Fehlt dieser Link, wurden die Koordinaten noch nicht eingetragen. Sind diese bekannt, können sie über ein Tool mit einer Kartenansicht einfach nachgetragen werden. In dieser Kartenansicht sind Kulturdenkmale ohne Koordinaten mit einem roten bzw. orangen Marker dargestellt und können durch Verschieben auf die richtige Position in der Karte mit Koordinaten versehen werden. Kulturdenkmale ohne Bild sind an einem blauen bzw. roten Marker erkennbar.
- Beschreibung: Kurzcharakteristik des Kulturdenkmals
- Bauzeit: Baubeginn, Fertigstellung, Datum der Erstnennung oder grobe zeitliche Einordnung entsprechend des Eintrags in der zuständigen Denkmaldatenbank
- Eingetragen seit: Datum der Erfassung in der zuständigen Denkmaldatenbank

## Baudenkmäler
| Bild                                         | Bezeichnung                                  | Lage | Beschreibung | Bauzeit                        | Eingetragen seit | Denkmal- nummer |
| -------------------------------------------- | -------------------------------------------- | --- | --- | ------------------------------ | ---------------- | --------------- |
| weitere Bilder                               | Kath. Pfarrkirche St. Vitus                  | Südlohn Kirchstraße / Kirchplatz Karte                                                                      | im Mittelpunkt von Südlohn mit spätgotischem Chor und Hallenlanghaus aus dem Jahre 1507 mit verhältnismäßig reicher historischer Ausstattung; Die 1961 wiederentdeckten Gewölbemalereien sind exemplarisch für die Geschichte der Wandmalerei des Münsterlands. | 1507                           | 12.12.1984       | 1               |
| weitere Bilder                               | Herrenhaus „Haus Lohn“                       | Südlohn Lohner Straße (Haus Lohn 1) Karte                                                                   | Einzig erhaltener Adelssitz im frühklassizistischen Stil im Kreis Borken, mit Sandstein eingerahmtes Portal und Wappenstein der Herren von Looz-Corswarem | vermutlich 1795                | 12.12.1984       | 2               |
| Speicher auf dem Hof Geuking                 | Speicher auf dem Hof Geuking                 | Südlohn Eschlohn 5 Karte                                                                                    | Einer der bedeutendsten Fachwerkspeicher im Münsterland auf einer kleinen Gräfteninsel; Der Speicher mit verbretterten, vorkragenden Giebelschilden besitzt einen wohl noch spätgotischen tonnengewölbten Kellerraum. | 18. Jahrhundert                | 12.12.1984       | 3               |
| Fassade des Hotels Föcking                   | Fassade des Hotels Föcking                   | Südlohn Kirchstraße 3 Karte                                                                                 | Das einzige historische, noch vollständig erhaltene Bürgerhaus in Südlohn mit denkmalwürdiger Nord-Straßenfassade und Ost-Gartenfassade | Mitte 19. Jahrhundert          | 12.12.1984       | 4               |
| Wohnhaus Hinske                              | Wohnhaus Hinske                              | Südlohn Holzstraße 26 Karte                                                                                 | Eines der letzten alten Häuser im Ortskern von Südlohn mit denkmalwürdiger süd-östlicher Straßenfassade |                                | 12.12.1984       | 5               |
| weitere Bilder                               | Windmühle Menke                              | Südlohn Windmühlenstraße 3 Karte                                                                            | Windmühle im Typus einer holländischen Turmwindmühle mit Umgang und Nebengebäuden sowie umfangreicher Ausstattung aus der Betriebszeit als Getreide- und Sägemühle | 1812                           | 12.12.1984       | 6               |
| Bildstock am Friedhof                        | Bildstock am Friedhof                        | Südlohn An´t kruse Bömken / Friedhofstraße (links vom Friedhofseingang) Karte                               | Der Bildstock aus Baumberger Sandstein in münsterländischem Barocktypus ist eines der ältesten Objekte Südlohns. |                                | 12.12.1984       | 7               |
| Bildstock Hof Schmittmann-Oldenkock          | Bildstock Hof Schmittmann-Oldenkock          | Südlohn (vor dem Hof Schmittmann-Oldenkock an der Kreisstraße K 21 von Südlohn nach Oeding) Karte           | Vermutlich ältester Bildstock Südlohns, aus Baumberger Sandstein gefertigt und vermutlich gegen die Mennoniten und Calviner errichtet | vermutlich 1642                | 12.12.1984       | 8               |
|                                              | Fürstbischöflicher Wappenstein               | Südlohn Am Vereinshaus 13 (Wand an der Altentagesstätte)                                                    | Wappenstein mit Wappen des Fürstbischofs Clemens August Herzog von Bayern, der auf die Renovierung der Südlohner Wassermühle im Jahre 1729 hinweist | 1729                           | 12.12.1984       | 9               |
| weitere Bilder                               | Evangelische Johanneskirche                  | Südlohn Krügerstraße 8 Karte                                                                                | Diese kleine, als klassizistischer Saalbau errichtete evangelische Kirche mit polygonalem Chor und Dachreiter mit niederländischem Einfluss ist das älteste Beispiel der Neugotik im Kreis Borken. | 1825                           | 12.12.1984       | 10              |
| weitere Bilder                               | Kath. Pfarrkirche St. Jakobus                | Oeding Jakobistraße 1 Karte                                                                                 | Architekt: Heinrich Jennen (Berlin), neoromanisch | 1910–1911                      | 12.12.1984       | 11              |
| weitere Bilder                               | Burgturm des Hotels Pass                     | Südlohn Burgplatz 1 Karte                                                                                   | Der runde Backsteinturm ist ein Rest der ehemaligen Wasserburg Oeding, die auf das Jahr 1371 zurückgeht. | 2. Hälfte des 15. Jahrhunderts | 12.12.1984       | 12              |
| Straßenfassade der Villa Rüweling            | Straßenfassade der Villa Rüweling            | Südlohn Jakobistraße 12 Karte                                                                               | Zweigeschossige Fabrikantenvilla in neubarocken Formen und mit niederländischem Einfluss | Mitte des 19. Jahrhunderts     | 12.12.1984       | 13              |
| Hofanlage des Gräftenhofs Schulze Hessing    | Hofanlage des Gräftenhofs Schulze Hessing    | Oeding Hessinghook 9 Karte                                                                                  | Die gesamte Hofanlage einschließlich des Wohnhauses aus der ersten Hälfte des 19. Jahrhunderts ist als Denkmal ausgewiesen. Dazu gehört ein unmittelbar an der Gräfte gelegener und mit Schießscharten versehener Flucht- und Wehrspeicher, dessen Sockelgeschoss aus dem Spätmittelalter stammt, sowie ein Torhaus aus Backstein aus der zweiten Hälfte des 19. Jahrhunderts. | 1. Hälfte des 19. Jahrhunderts | 12.12.1984       | 14              |
| Herz-Jesu-Statue am Gehöft Schulze-Hessing   | Herz-Jesu-Statue am Gehöft Schulze-Hessing   | Oeding Hessinghook 9 Karte                                                                                  | Herz-Jesu-Statue auf verputztem Backsteinsockel, von Bildhauer Ludwig Hessing | 1928                           | 12.12.1984       | 15              |
| Wegekreuz am Pöppeldy                        | Wegekreuz am Pöppeldy                        | Oeding Hinterm Busch 29 Karte                                                                               | Vermutlich ältestes Wegekreuz der Gemeinde Südlohn, aus Sandstein gefertigt | 1748                           | 12.12.1984       | 16              |
|                                              | Wegekreuz Ottenstapler Weg                   | Oeding (auf der alten Gemeindegrenze zwischen Südlohn und Oeding, am sogenannten „Ottenstapler Weg“ / K 21) | Qualitätvoll geschnitztes Holzkreuz mit Gebetsinschrift | 18. Jahrhundert                | 12.12.1984       | 17              |
|                                              | Bauernhaus Linfert                           | Oeding Feld 12                                                                                              | Der Zwei-Ständer-Bau mit verbrettertem Giebelschild war zuletzt stark verfallen. Das Gebäude wurde abgetragen und die Eichenbalken dienen heute als Ständerwerk dem neu errichteten Heimathaus in Burlo (Richtfest 2017). | 18. Jahrhundert                | 12.12.1984       | 18              |
| Erbe Wiedau Kötterhaus Terschluse            | Erbe Wiedau Kötterhaus Terschluse            | Oeding Hessinghook 18 Karte                                                                                 | Äußerst seltenes Exemplar eines im Westmünsterland typischen Kötterhauses | 18. Jahrhundert                | 12.12.1984       | 19              |
| „Weißes Kreuz“                               | „Weißes Kreuz“                               | Südlohn unmittelbar an der B 70, Bauerschaft Eschlohn                                                       | Wegekreuz mit Korpus aus Baumberger Sandstein | etwa 1890                      | 20.03.1986       | 20              |
| Marienstock Gutshof Schulze Besseling        | Marienstock Gutshof Schulze Besseling        | Südlohn Eschlohn 3 Karte                                                                                    | Marienfigur und Christus aus französischem Kalkstein in einem Bildstock aus Baumberger Sandstein | 1918                           | 20.03.1986       | 21              |
| „Rexing-Wegekreuz“                           | „Rexing-Wegekreuz“                           | Südlohn Bahnhofstraße Karte                                                                                 | Neugotisches Wegekreuz aus Sandstein | 1901                           | 20.03.1986       | 22              |
| Ehemaliges Schwesternhaus                    | Ehemaliges Schwesternhaus                    | Oeding Winterswyker Straße 8 Karte                                                                          | Schlichtes neubarockes ehemaliges Schwesternhaus mit schützenswerter Straßenfassade | 1925                           | 30.10.1986       | 23              |
| Wegekreuz Tenk                               | Wegekreuz Tenk                               | Südlohn An der B70                                                                                          | Wegekreuz aus Holz in Barocktradition mit weiß gefasstem Korpus | Mitte des 19. Jahrhunderts     | 29.07.1992       | 24              |
| Herz-Jesu-Statue auf Hof Hagemann            | Herz-Jesu-Statue auf Hof Hagemann            | Südlohn Horst 14 Karte                                                                                      | Herz-Jesu-Statue aus französischem Kalkstein auf Sockel aus bräunlichem Sandstein | 1902                           | 27.10.1992       | 25              |
| Kreuz am Ehrenmal                            | Kreuz am Ehrenmal                            | Südlohn Friedhofstraße Karte                                                                                | Kreuz aus Baumberger Stein mit Korpus und INRI-Tafel aus seltenem Guss | 1836                           | 27.10.1992       | 26              |
| Wohnhaus Nordkamp                            | Wohnhaus Nordkamp                            | Oeding Burgring 16 Karte                                                                                    | Eines der letzten Häuser des ehemaligen Burgbezirks „Haus Oeding“ | 1826                           | 12.07.1987       | 27              |
| Pfarrhaus der Gemeinde St. Jakobus           | Pfarrhaus der Gemeinde St. Jakobus           | Oeding Jakobistraße 4 Karte                                                                                 | Pfarrhaus der katholischen Kirchengemeinde St. Jakobus; Architekt: Heinrich Jennen (Berlin) | 1907–1908                      | 24.01.1990       | 28              |
| Friedensengel am Ehrenmal                    | Friedensengel am Ehrenmal                    | Südlohn Eschstraße Karte                                                                                    | Friedensengel mit den Namen der Gefallenen und Vermissten Soldaten des Ersten Weltkriegs aus Südlohn im Sockel | 1922                           | 22.12.1992       | 29              |
| Kreuz am Krankenhaus                         | Kreuz am Krankenhaus                         | Südlohn Eschstraße / Bahnhofstraße Karte                                                                    | Kreuzanlage aus Kunststein |                                | 22.12.1992       | 30              |
| Kreuz auf dem Friedhof                       | Kreuz auf dem Friedhof                       | Oeding Friedhofsallee                                                                                       | Aus Sandstein gefertigtes Hauptkreuz des Friedhofs Oeding | ca. 1893                       | 22.12.1992       | 31              |
| „Haus Wilmers“                               | „Haus Wilmers“                               | Südlohn Kirchplatz 9 Karte                                                                                  | Als Knabenschule mit Spritzenhaus und Arrestlokal errichtetes Gebäude, das bei Aufstockung als Schulgebäude neu gebaut wurde | 1830                           | 18.03.1993       | 32              |
| Doppelheuerlingshaus „Häming-Vennhoff“       | Doppelheuerlingshaus „Häming-Vennhoff“       | Südlohn Sickinghook 9 und 11                                                                                | Im Westmünsterland seltenes Doppelheuerlingshaus in Fachwerkbauweise, später verlängert und verbreitert mit massivem Backstein-Mauerwerk | 18. Jahrhundert                | 16.12.1992       | 33              |
| Wohnhaus Menke (Müllerhaus zu Denkmal Nr. 6) | Wohnhaus Menke (Müllerhaus zu Denkmal Nr. 6) | Südlohn Windmühlenstraße 1 Karte                                                                            | Südlich der Mühle liegendes Müllerhaus aus Backstein, 1908 erweitert | Mitte 18. Jahrhundert          | 11.12.1995       | 34              |
| Wohnhaus des Gutshofs Schulze Besseling      | Wohnhaus des Gutshofs Schulze Besseling      | Südlohn Eschlohn 3 Karte                                                                                    | Zweigeschossiger Backsteinbau, der verschiedene Stilrichtungen des Historismus zeigt | um 1903                        | 31.08.2000       | 35              |
| Marienstation Hook-Bülten                    | Marienstation Hook-Bülten                    | Oeding Winterswyker Straße (zwischen 7 und 9) Karte                                                         | Offene Wegekapelle mit einer Marien-Skulptur | 1954                           | 07.07.2011       | 36              |
| Bauernhaus „Hof Weuter“                      | Bauernhaus „Hof Weuter“                      | Oeding Hessinghook 24 Karte                                                                                 | Typisches kleines Bauernhaus, 1866 und um 1900 umgebaut, das die im Raum Südlohn-Oeding üblichen Konstruktionsweisen und Arbeitstechniken zeigt | um 1750                        | 17.12.2004       | 37              |